# Caelan Ryan
Caelan Tanadon Ryan (thailändisch เคแลน ธนาดอน ไรอัน; * 10. Oktober 2005 in Upton, England) ist ein thailändisch-englischer Fußballspieler.

## Karriere

### Verein
Caelan Ryan erlernte das Fußballspielen in den britischen Mannschaften von West Kirby Oanthets FC, Tranmere Rovers, Airbus UK, The New Saints Development, Port Vale, Runcorn Linnets FC und Market Drayton Town. Anfang Juli 2024 ging er nach Thailand. Hier unterschrieb er in Buriram einen Vertrag beim Erstligisten Buriram United. Mit der U23-Mannschaft von Buriram nahm er 2024 an der U23-Liga teil. Hier belegte er mit dem Team den zweiten Platz. In der ersten Liga kam er nicht zum Einsatz. Mitte Januar 2025 wechselte er auf Leihbasis zum Zweitligisten Sisaket United FC. Sein Zweitligadebüt für den Verein aus Sisaket gab Ryan am 29. März 2025 (30. Spieltag) im Auswärtsspiel gegen den Kasetsart FC. Bei der 1:0-Niederlage wurde er in er 75. Minute für Ata Inia eingewechselt.

### Nationalmannschaft
Caelan Ryan nahm 2024 mit der thailändischen U19-Nationalmannschaft an der ASEAN U19 Boys Championship in Indonesien teil. Hier erreichte man das Finale, das man jedoch gegen den Gastgeber Indonesien mit 0:1 verlor. 2025 nahm er mit der U20-Mannscharft an der U20-Asienmeisterschaft in China teil. Hier schied man nach der Gruppenphase aus.

## Erfolge

### Verein
Buriram United U23
- Thailändischer U23-Vizemeister: 2024

### Nationalmannschaft
Thailand U19
- ASEAN U-19 Boys' Championship: 2024 (2. Platz)